# 김민희 (바둑 기사)
김민희(金敏熙, 1979년 3월 29일 ~ )는 대한민국의 바둑 기사이다.

## 학력
- 서울청담초등학교
- 신구중학교
- 개포고등학교
- 명지대학교 바둑학과 98학번
- 명지대학교 대학원 바둑학과 석사과정 수료 (논문 : 반상의 나이 효과,프로 기사의 연령과 성적 간의 관련성 연구)

## 약력
1991년에 최연소로 입단했으며, 권갑용 도장에서 수학했다. 1994년 제1기 프로여류국수전 준우승을 차지했다. 1994년 보해컵(제1회)과 1996년(제3회), 1998년 명지대학교 바둑학과에 입학하여 같은 해 (제5회) 보해컵에 각각 진출했으며 2000년 1월에 2단으로 승단했다. 2002년 명지대학교 바둑학과를 졸업하고, 2003년 제9기 여류프로국수전과 2005년 제11기 프로여류국수전 본선에 올랐으며 2005년 명지대학교 대학원 바둑학과 석사과정을 수료하였다. 2008년 2월에 3단으로 승단했고 2019년 4단으로 승단했다.

## 기타 이력
- 2009년 대불대학교 바둑학과 겸임교수